# Gaden bei Geisenfeld
Gaden bei Geisenfeld ist ein Gemeindeteil der Stadt Geisenfeld im oberbayerischen Landkreis Pfaffenhofen an der Ilm. Das Dorf liegt circa einen Kilometer östlich von Geisenfeld und ist über die Bundesstraße 300 zu erreichen.
Am 1. April 1971 wurde die bis dahin selbständige Gemeinde Gaden mit den Gemeindeteilen Wasenstadt und Furthof zu Geisenfeld eingegliedert.